# Przepraszam, czy tu biją?
Przepraszam, czy tu biją? – polski film kryminalny z 1976 w reżyserii Marka Piwowskiego. Film otrzymał Nagrodę Główną na 3. Festiwalu Polskich Filmów Fabularnych w Gdańsku w 1976. W epizodzie, rozgrywającym się w klubie Maxim, udział wzięła grupa rockowa Budka Suflera wraz z Krzysztofem Cugowskim. Mocną stroną filmu są żywe, dowcipne dialogi. W 2021 roku nakładem wytwórni Gad Records, ukazała się na płycie kompaktowej i winylowej Przepraszam, czy tu biją? (GAD CD 165 / GAD LP 043) – ścieżka dźwiękowa do filmu, autorstwa Piotra Figla.

## Opis fabuły
Przywódca przestępczej grupy, Belus (Zdzisław Rychter) chcąc sprawdzić lojalność jej członków, organizuje fikcyjne włamanie do jubilera. Sam powiadamia milicję i z ukrycia obserwuje, który z kumpli sypnie. Zdrajcą okazuje się Bimber (Jerzy Górecki). Po jego zeznaniach milicja dowiaduje się, że napad był pozorowany, a prawdziwy skok dopiero się szykuje. Inspektorzy Milde (Jerzy Kulej) i Górny (Jan Szczepański) usiłują namówić chłopaka zwanego „Studentem” (Ryszard Faron) do współpracy i uczynić wszystko, aby złapać sprytnego Belusa.

## Obsada
- Jerzy Kulej – milicjant Milde
- Jan Szczepański – milicjant Górny
- Zdzisław Rychter – Jerzy Kudelski „Belus”
- Ryszard Faron – „Student”
- Zbigniew Buczkowski – wywiadowca
- Wiktoria Litwin – Jola
- Alfred Freudenheim – pułkownik MO Kubiak
- Włodzimierz Stępiński – dyrektor Olo
- Bogdan Kowalczyk – „Małolat”
- Jerzy Górecki – Bimber
- Jan Himilsbach – Niedźwiedź
- Jan Musiał – Szajba
- Marek Piwowski – mężczyzna okradany na dworcu (niewymieniony w napisach i w czołówce)
- Krzysztof Kieślowski – jeden z mężczyzn okazanych na komisariacie napadniętemu strażnikowi (niewymieniony w napisach i niewymieniony w czołówce)
- Andrzej Ziółkowski - muzyk, gitarzysta (Budka Suflera & Krzysztof Cugowski - Podarowany dzień)
- Krzysztof Cugowski – piosenkarz (Budka Suflera & Krzysztof Cugowski - Podarowany dzień) w „Maximie” (niewymieniony w napisach i w czołówce)
- Andrzej Strzelecki – konferansjer pokazu mody męskiej w „Maximie”
- Jerzy Matula – mężczyzna w „Maximie”
- Tadeusz Walendowski – funkcjonariusz współpracujący z Mildem i Górnym

## Produkcja
W obsadzie wystąpili w większości amatorscy aktorzy. 
W filmie, jako plener i wnętrza, wykorzystano Spółdzielczy Dom Handlowy „Sezam” w Warszawie, a końcowe sceny były zrealizowane na dachu budynku. W Warszawie kręcono film także m.in. na ulicach Nowogrodzkiej, Żurawiej, Chmielnej, Brackiej, Wybrzeżu Kościuszkowskim, rondzie de Gaulle'a, okolicach stacji PKP Rembertów, Dworcu Centralnym, Trasie Łazienkowskiej, Wisłostradzie, Ogrodzie Zoologicznym w Warszawie, moście średnicowym oraz we Wrocławiu.